# Уильямс, Арчи
Арчи Франклин Уильямс (англ. Archie Franklin Williams; 1 мая 1915, Окленд, Калифорния — 24 июня 1993, Fairfax, Калифорния) — американский легкоатлет (бег на короткие дистанции), чемпион летних Олимпийских игр 1936 года в Берлине, рекордсмен мира.

## Биография
Уильямс учился в средней школе в Окленде, затем в колледже Сан-Матео. Его тренер, доктор Оливер Бёрд, сыграл важную роль в подготовке его к будущим достижениям. Вскоре Уильямс перешёл в Калифорнийский университет в Беркли, чтобы стать инженером-механиком, и продолжил заниматься бегом.
До 1936 года Уильямс ни разу не преодолел барьер 49 секунд на дистанции 440 ярдов (402 м). Однако в 1936 году Уильямс улучшал свои результаты и достиг своего пика на чемпионатах Национальной ассоциации студенческого спорта, установив мировой рекорд в беге на 400 метров — 46,1 с. Этот результат был показан в предварительных соревнованиях. В финале Уильямс одержал победу с результатом 47,0 с. Затем он был первым на олимпийских отборочных соревнованиях. В Берлине он выиграл золотую медаль в беге на 400 метров. На вопрос о печально известном инциденте, в котором Адольф Гитлер якобы отказался пожать руку чернокожему золотому медалисту Джесси Оуэнсу, Уильямс ответил: «Гитлер тоже не пожал мне руку». Восемнадцать чернокожих американских спортсменов, включая Уильямса, были показаны в фильме «Олимпийская гордость, американские предубеждения».
После окончания университета Уильямс прошёл первый курс обучения гражданских пилотов в 1939 году в Окленде (штат Калифорния). Он получил лицензии частного пилота и инструктора, а затем был гражданским инструктором в Таскиги. Поступив на службу в конце 1942 года, он был одним из 14 афроамериканцев, участвовавших во время Второй мировой войны в программе по авиационной метеорологии. К сентябрю 1944 года он был в первом учебном классе обслуживающего пилота в Таскиги, а после его окончания обучал курсантов полётам по приборам, а также преподавал метеорологию. После войны он получил квалификацию линейного пилота, а затем поступил в Технологический институт ВВС в 1948—1950 годах, получив степень бакалавра наук в инженерных науках. Он и его коллега-метеоролог из Таскиги Милтон Хопкинс были третьим и четвёртым чернокожими офицерами ВВС, посетившими эту престижную программу. Уильямс на протяжении всей своей карьеры был пилотом и командовал несколькими метеорологическими подразделениями перед уходом из ВВС в 1964 году.
Тяжёлая травма ноги на соревнованиях в Швеции в 1936 году положила конец его беговой карьере, но он стал коммерческим пилотом. Во время Второй мировой войны Уильямс был пилотом ВВС США и ушёл из армии 22 года спустя в звании подполковника. Будучи лётным инструктором в военно-воздушных силах, Уильямс продолжал учиться после выхода на пенсию и преподавал математику и компьютеры в средних школах Калифорнии. Арчи Уильямс был учителем в течение 21 года до выхода на пенсию в возрасте 72 лет в средней школе сэра Фрэнсиса Дрейка в Сан-Ансельмо. Он был известен своей любовью к обучению и помощью студентам, в том числе будущему писателю Конраду Драйдену. Средняя школа сэра Фрэнсиса Дрейка была переименована в среднюю школу Арчи Уильямса в 2021 году после того, как протесты после убийства Джорджа Флойда стимулировали переоценку географических названий и памятников, связанных с расизмом.
Уильямс был членом братства «Alpha Phi Alpha». Он умер в Фэрфаксе, Калифорния, в возрасте 78 лет.